# میا سنت جان
میا سنت جان (انگلیسی: Mia St. John؛ زادهٔ ۲۴ ژوئن ۱۹۶۷) مدل (شخص)، بوکسور، و تکواندوکار اهل مکزیک است.